# 瘟疫公司

運行於Android 4.1.2的《瘟疫公司》

《瘟疫公司》（英語：Plague Inc.）是由Ndemic Creations獨自開發，适用于iOS、Android和Windows Phone平台的戰略遊戲。玩家在遊戲中需要將一种病原体传遍整個世界，然后將所有人消滅。遊戲使用了能讓瘟疫變得更真實的傳染病模型。支援英文、葡萄牙文、意大利文、法文、西班牙文、德文、韩文、日文、中文等多種文字。
该遊戲下載量截至2013年已逾1000萬次，並獲得了IGN 2012年年度遊戲獎的「整體最佳戰略遊戲獎」第二名。在2012年，此遊戲是美國下載次數第15多的iPhone遊戲。每次現實世界出現新疫情（如西非伊波拉病毒疫情、2019冠狀病毒病疫情），该游戏就会成为一些国家及地區在iOS、Android上下载次数最多的付费游戏。
2014年2月，Ndemic Creations在Steam平台发布了适用于PC、Mac的《瘟疫公司：進化》（英語：Plague Inc: Evolved）。

## 遊戲簡介
《瘟疫公司》是一款戰略模擬遊戲。遊戲開始時，玩家擁有一種還沒有人被感染過的病原体。玩家需要將病原体傳播至整個世界，並透過改良病原体將世上所有人消滅。但是，人類科學家會研發解藥，因此玩家还要赶在解药研发完或者开始研发之前完成消灭全部人类目标。
2020年11月9日，推出了新模式——解藥風雲。玩家化身研發解藥的那一方，玩家需要同時面對三個問題：威望值（如果防疫措施過於激進或疫情傳播與死亡率過高，威望值會下降，一旦為0則遊戲失敗）；逆反度（民眾可能不配合隔離措施，爆發全境不合作運動）；病原體。
遊戲的開發者指出此遊戲「有點像電影《全境擴散》，但是你是站在另一方」。開發者亦指出遊戲靈感來自2008年Flash遊戲《流感大流行2》（Pandemic 2）。
玩家在游戏中可以选用多种病原体，每种都有其独特的进化方式。不过，刚进入游戏的新手一般只能使用细菌。随后的病原体，包括病毒、真菌、寄生虫、朊病毒、纳米病毒和生化武器，一般需要玩家按照顺序游玩解锁。此外还有一些特殊的病原体，包括能控制人类精神的Neurax蠕虫，Necroa喪屍病毒，与《猿人爭霸戰：猩凶革命》制片公司合作推出的“猿猴流感”，以及被命名为暗影瘟疫的吸血鬼瘟疫。除此之外，游戏还有特殊的剧情模式（例如：瘋牛病，令全世界變得快樂的蠕蟲）。

## 歷史

### 發佈
此遊戲於2012年5月26日在App Store上發佈，之後遊戲進行了多次更新。同年6月，此遊戲的1.1版本正式推出，1.1版本開始支援iPad。同月，Ndemic Creations將遊戲更新為1.2版本，並開始支援iCloud。8月，此遊戲被更新為1.3版本，並新增了Neurax蠕蟲瘟疫模式。10月，Ndemic Creations將遊戲更新為1.4版本，並新增了基因改造系統。
2013年2月，遊戲的1.5版本正式推出，新增了Necroa病毒瘟疫模式。7月，Ndemic Creations將遊戲更新為1.6版本，並新增了遊戲加速的設定和官方疾病預防控制中心內容。11月，游戏更新至1.7.1版本，增加包含猪流感、黑死病等全新的瘟疫，还有火山爆发、债务危机等手段供玩家使用。2014年8月，游戏更新至1.91版，增加了猿猴流感。2014年12月，游戏更新至1.10.1版，为庆祝圣诞节，游戏增加了「圣诞老人的小幫手」瘟疫的新剧情。
2015年5月13日，Windows Phone版发布，代码可能是移植自其他平台。
2016年11月推出暗影瘟疫（红魔瘟疫）。
2020年11月推出解藥風雲。

### 中国大陆地区下架
2020年2月，苹果App Store开始要求所有游戏开发者在6月30日之前提供上架中国区App Store的游戏的游戏版号，此前，仅中国区游戏开发者在上架中国区App Store时需要提供版号；2020年8月1日和4日，App Store中国区下架了三万款游戏，2020年12月31日，App Store中国区下架47692款应用，其中绝大多数为无版号游戏，海外独立游戏损失惨重，《侠盗猎车手：罪恶都市》、《侠盗猎车手：圣安地列斯》、《侠盗猎车手III》、《Florence》、《刺客信条：本色》、《水果忍者》、《画中世界》、《饥荒：口袋版》、《地狱边境》、《这是我的战争》、《迷你地铁》、《瘟疫公司》等海外游戏均因为没有版号而遭遇下架。
2020年2月27日，《瘟疫公司》在中国大陆地区的App Store以及中国大陆多家安卓应用商店中无法被搜索到，游戏开发商Ndemic Creations随后发表声明称《瘟疫公司》因为“经中国国家网信办审查存在违反国内法律内容”而被下架。在2月26日下午，由北京市宣传部组织的一场游戏监管为主题的会议上疑似给出了《瘟疫公司》下架的理由：某海外游戏未经审批运营，玩法鼓励传播病毒毁灭人类，内容、玩法、地图存在严重问题。同年3月2日，PC版的《瘟疫公司：進化》在Steam中国区下架。
在《瘟疫公司》被下架前夕，一款名为《疫情解药》的游戏上架App Store。游戏副标题为“创造抗毒疫苗并停止死亡病毒传播”，收费高达每周98元人民币（订阅费，非一次性买断），游戏被认为是《瘟疫公司》的拙劣模仿者而受到广泛批评。
2021年2月9日，Ndemic Creations在STEAM中国区上架了游戏《解药公司: 救世行动》。

## 瘟疫公司：物竞天择
《瘟疫公司：物竞天择》（Plague Inc: Evolved）是《瘟疫公司》的翻版，为PC和主机开发。
《瘟疫公司：物竞天择》与移动版本相比增加一些新功能：
- 合作和竞争的多人游戏
- 场景创建器和世界构建器
- 3D世界和疾病模型
- “城市摄像头”-显示疾病进展的世界街道图像
- “人体扫描仪”-显示进化如何影响人体
- 结束游戏重播，政府优先级指标和新的统计数据/图表
- 更好的整体图形效果

它还包括原始《瘟疫公司》游戏中的所有扩展包。

## 評價
| 汇总媒体   | 得分   |
| ---------- | ------ |
| Metacritic | 80/100 |

| 媒体        | 得分   |
| ----------- | ------ |
| IGN         | 7/10   |
| TouchArcade | [ 30 ] |

Wired.com指出《瘟疫公司》是一個值得注意的獨立開發者成功故事。他們亦指出此遊戲「透過長期在多個國家的排行榜上名列前茅來逆勢上揚，並在與其他大型遊戲公司競爭時成功賺取逾百萬美元的收入」。在遊戲發佈兩週內，此遊戲是美國下載次數最多的iPhone和iPad免費遊戲。
在評價方面，IGN指出「殺死數十億人從未如此有趣」，Toucharcade指出「《瘟疫公司》會在所有方面吸引你的注意力，並不會讓你分心」。
於2012年12月，《瘟疫公司》獲提名獲得IGN 2012年年度遊戲獎的「整體最佳戰略遊戲獎」。此遊戲亦獲2012年最佳手機戰略遊戲頒發「玩家選擇獎」。總體而言，此遊戲是美國下載次數第15多的iPhone付費遊戲，以及美國下載次數第18多的iPad付費遊戲。此遊戲亦是2012年銷售額第76高的遊戲。於2013年3月，此遊戲獲口袋玩家獎頒予多項獎項，其中包括「總體年度最佳遊戲獎」。
2013年3月，美国疾病控制与预防中心邀請此遊戲的開發者詹姆斯·沃恩（James Vaughan）獲發表關於《瘟疫公司》的演講。詹姆斯在演講中講述了他為瘟疫建模的方式，並談到了類似《瘟疫公司》的遊戲如何教育公眾。
在演講結束後，美国疾病控制与预防中心指出他們對《瘟疫公司》有興趣，因為此遊戲「使用了一條非傳統路線來提高公眾對流行病學、疾病傳播和流行疾病信息的意識」。他們亦指出此遊戲「創造了一個令人信服的世界，並因此成功提升公眾對嚴重的公共健康問題的關注」。
2019冠狀病毒病在中華人民共和國湖北省武漢市爆發後，有網友發現了一个由中国大陆开发、在Steam社区展出、名為「冠狀病毒」的《瘟疫公司：物竞天择》遊戲MOD，該MOD於2015年1月上架，設置了「2020年新型冠狀病毒變種出現」的背景，因而眾多網友將該玩家稱作「預言家」。